# DR2
«ДР2» («DR2») — развлекательная телепрограмма Радио Дании.

## История
Передачи по ней ведутся с 1996 года через спутниковые антенны и кабельные сети.
Несмотря на необщедоступность, в период с 1997 по 2005 год доля программы во времени, проведённом датчанами у телевизора (market share), выросла с 1 до 5 процентов, а среднее время, проводимое в неделю за его просмотром, (average weekly reach) увеличилось в этот период с 15 до 29 минут. С 2006 года программа принимается на обычную антенну.
Его зона вещания охватывает всю Данию, при этом сигнал принимается и в южной части Швеции.
В 2013 году после ребрендинга канал стал круглосуточным. В программе теперь каждый час обзор свежих новостей.

## Тематическая направленность
DR2 рассчитан на более образованную часть аудитории и показывает много программ в жанре сатирического скетча, являющегося очень важным в борьбе DR за более политически и экономически важную молодую аудиторию. По состоянию на 2008 год большинство сатирических программ, которые DR производила сама, транслировалось именно по нему. Так, канал был основан недавно, в 1996 году, но к 2005 году уже успел показать 38 
% процентов от всех сатирических скетч-шоу, показанных по датскому общественному телевидению в период с 1968 по 2005 год.

## Логотипы

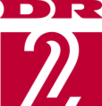
Первый и бывший логотип использовался с 1996 года по ноябрь 2002 года ДР2
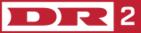
Второй и бывший логотип ДР 2 использовался с ноября 2002 г. по июнь 2005 г.
Третий и бывший логотип ДР2 использовался с 1 июня 2005 г. по 31 августа 2009 г.
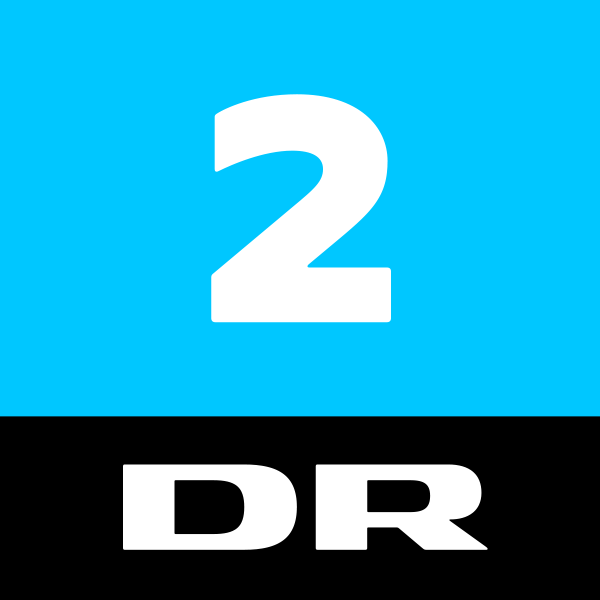
Пятый и текущий логотип ДР2 с 1 февраля 2013 года.
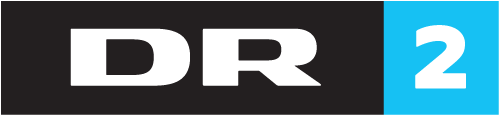
Вертикальная версия пятого и текущего логотипа ДР2 использовалась до 17 января 2018 года.